# Capitalismo

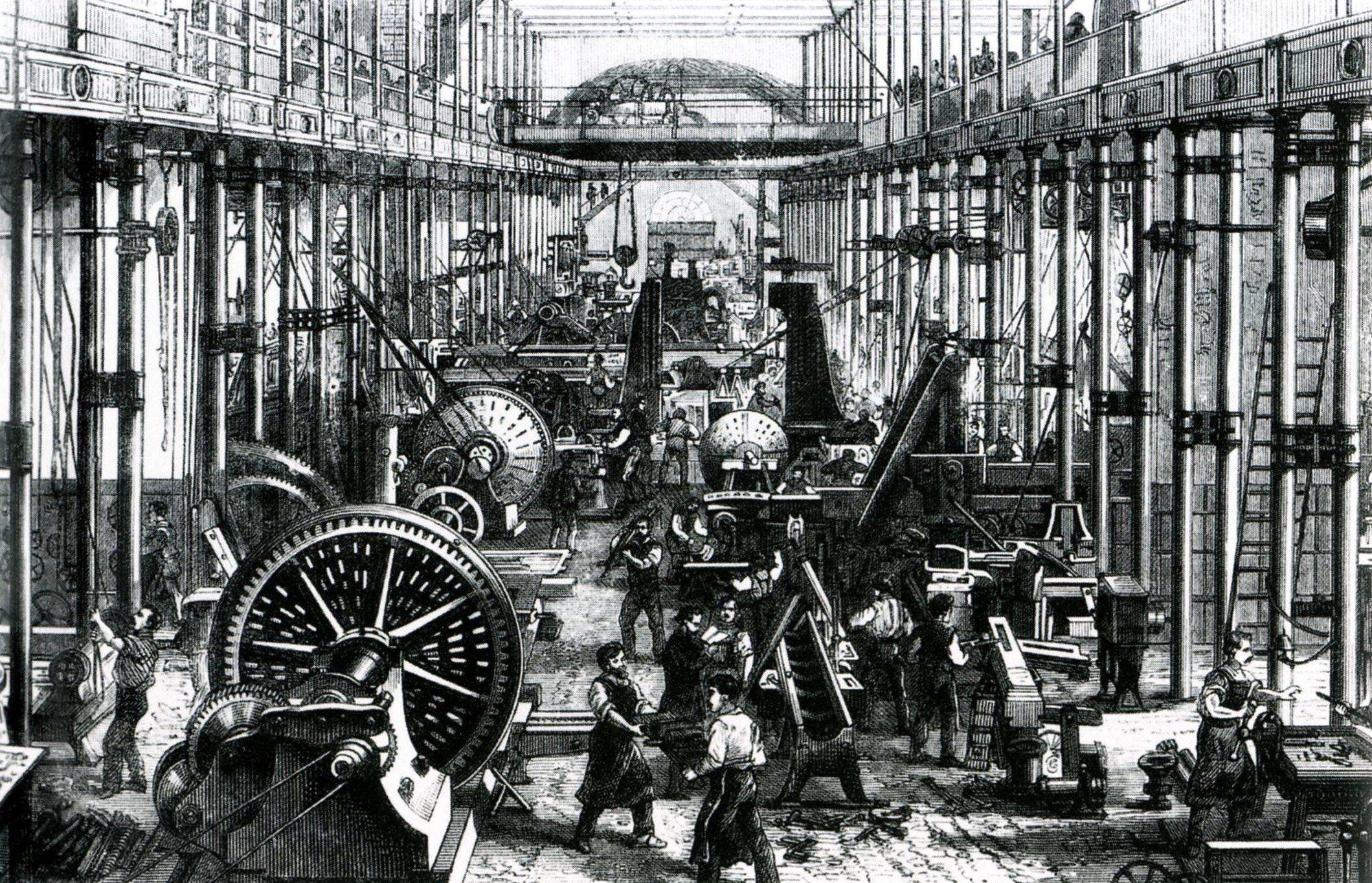
Maquinaria de una empresa capitalista del

El capitalismo es un sistema económico y social que se basa en los principios de la propiedad privada de los medios de producción, mediante el capital como herramienta de producción central (por sus características como factor de producción inerte). Se encuentra mayormente constituido por las relaciones empresariales vinculadas a las actividades de inversión y obtención de beneficios, así como de relaciones laborales, tanto autónomas como asalariadas subordinadas.
En el capitalismo, los individuos y las empresas habitualmente representadas por los mismos, llevan a cabo la producción de bienes y servicios de forma privada e interdependiente, dependiendo así de un mercado de consumo para la obtención de recursos. El intercambio de los mismos se realiza básicamente mediante comercio libre y, por tanto, la división del trabajo se desarrolla de forma mercantil y los agentes económicos dependen de la búsqueda de beneficio. La distribución se organiza, y las unidades de producción se fusionan o separan, de acuerdo a una dinámica basada en un sistema de precios para los bienes y servicios. A su vez, los precios se forman mayoritariamente en un mercado que depende de la interacción entre una oferta y una demanda dadas por la opción elegida de productores y consumidores, y estos, son necesarios para la coordinación ex-post de una economía basada en el intercambio de mercancías. De acuerdo con el concepto de la "mano invisible" de Adam Smith, la interdependencia existente entre oferta y demanda incentiva a que los productores produzcan solo lo que es necesario para la sociedad debido a la información que obtienen de millones de transacciones individuales. De esta manera, el sistema productivo se autorregula de una manera más eficiente de lo que podría regularse de una manera centralizada.
El origen etimológico de la palabra capitalismo proviene de la idea de capital y su uso para la propiedad privada de los medios de producción, sin embargo, se relaciona mayormente al capitalismo como concepto con el intercambio dentro de una economía de mercado que es su condición necesaria, y a la propiedad privada absoluta o burguesa que es su corolario previo. El origen de la palabra puede remontarse antes de 1848 pero no es hasta 1860 que llega a ser una corriente como tal y reconocida como término, según las fuentes escritas de la época.
Se denomina sociedad capitalista a toda aquella sociedad política y jurídica originada basada en el respeto a la propiedad privada, los datos de trabajo a domicilio, la organización racional del trabajo, el dinero y la utilidad de los recursos de producción, caracteres propios de aquel sistema económico. Max Weber afirma que el protestantismo contribuyó en conjunto con otros factores al desarrollo del capitalismo, describiendo en su obra que, "los valores del calvinismo, como la predestinación y la ética del trabajo, fueron fundamentales en la formación del espíritu capitalista. La doctrina de la predestinación generó una búsqueda constante de señales de elección divina, y la acumulación de riqueza se consideraba un posible signo de ello. La ética del trabajo, basada en el «llamado» o vocación, promovía el trabajo duro y la excelencia profesional como deber religioso, contribuyendo así al desarrollo del capitalismo al fomentar la acumulación de capital y la inversión en el crecimiento económico". En el orden capitalista, la sociedad está formada por clases socioeconómicas en vez de estamentos como son propios del feudalismo y otros órdenes premodernos. Se distingue de aquel y de otras formas sociales por la posibilidad de movilidad social de los individuos, por una estratificación social de tipo económica, y por una distribución de la renta que depende casi enteramente de la funcionalidad de las diferentes posiciones sociales adquiridas en la estructura de producción.
El nombre de sociedad capitalista se adopta habitualmente debido a que el capital como relación de producción se convierte dentro de esta en un elemento económicamente predominante. La discrepancia sobre las razones de este predominio divide a las ideologías políticas modernas: el enfoque liberal smithiano se centra en la utilidad que el capital como relación social provee para la producción en una sociedad comercial con una amplia división del trabajo, entendida como causa y consecuencia de la mejora de la oferta de consumo y los mayores ingresos por vía del salario respecto del trabajo autónomo, mientras que el enfoque socialista marxista considera que el capital como relación social es precedido (y luego retroalimentado) por una institucionalizada imposibilidad social de sobrevivir sin relacionarse con los propietarios de un mayor capital físico mediante el intercambio de trabajo asalariado.
La clase social conformada por los creadores y/o propietarios que proveen de capital a la organización económica a cambio de un interés se la describe como "capitalista", a diferencia de las funciones empresariales cuyo éxito se traduce en forma de ganancia y de las gerenciales ejecutadas a cambio de un salario. Vulgarmente se describe desde el siglo XVIII como "burguesía" tanto a este conjunto social como al de los empleadores de trabajo de una moderna sociedad industrial, pero la burguesía se origina en las ciudades de la sociedad rural medieval y está constituida por propietarios autoempleados cuya naturaleza da origen al capitalismo moderno.

## Características

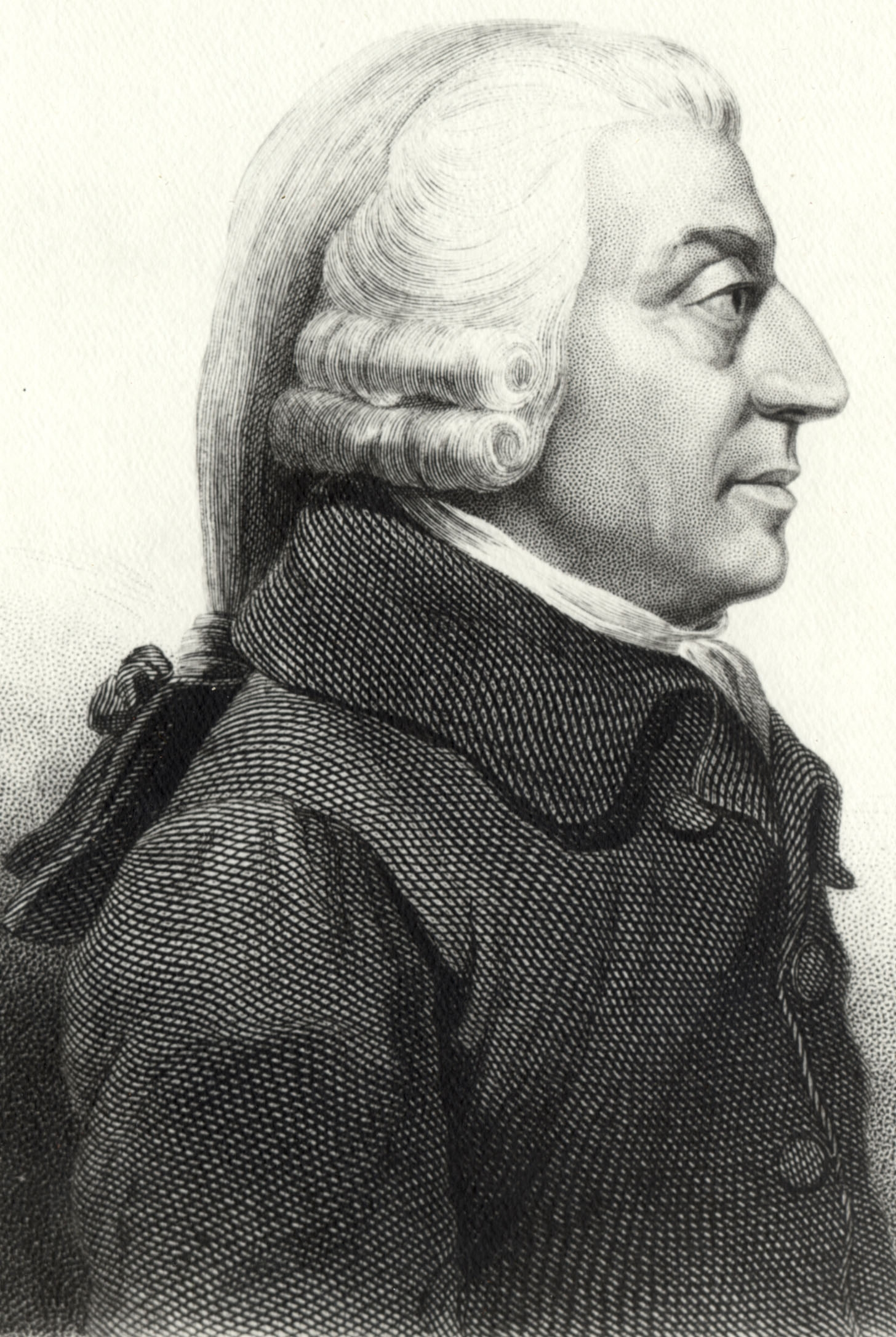
Si bien el capitalismo no encuentra su fundador en un pensador sino en las relaciones productivas de la sociedad, la obra La riqueza de las naciones concedió a Adam Smith el título de fundador intelectual del capitalismo.

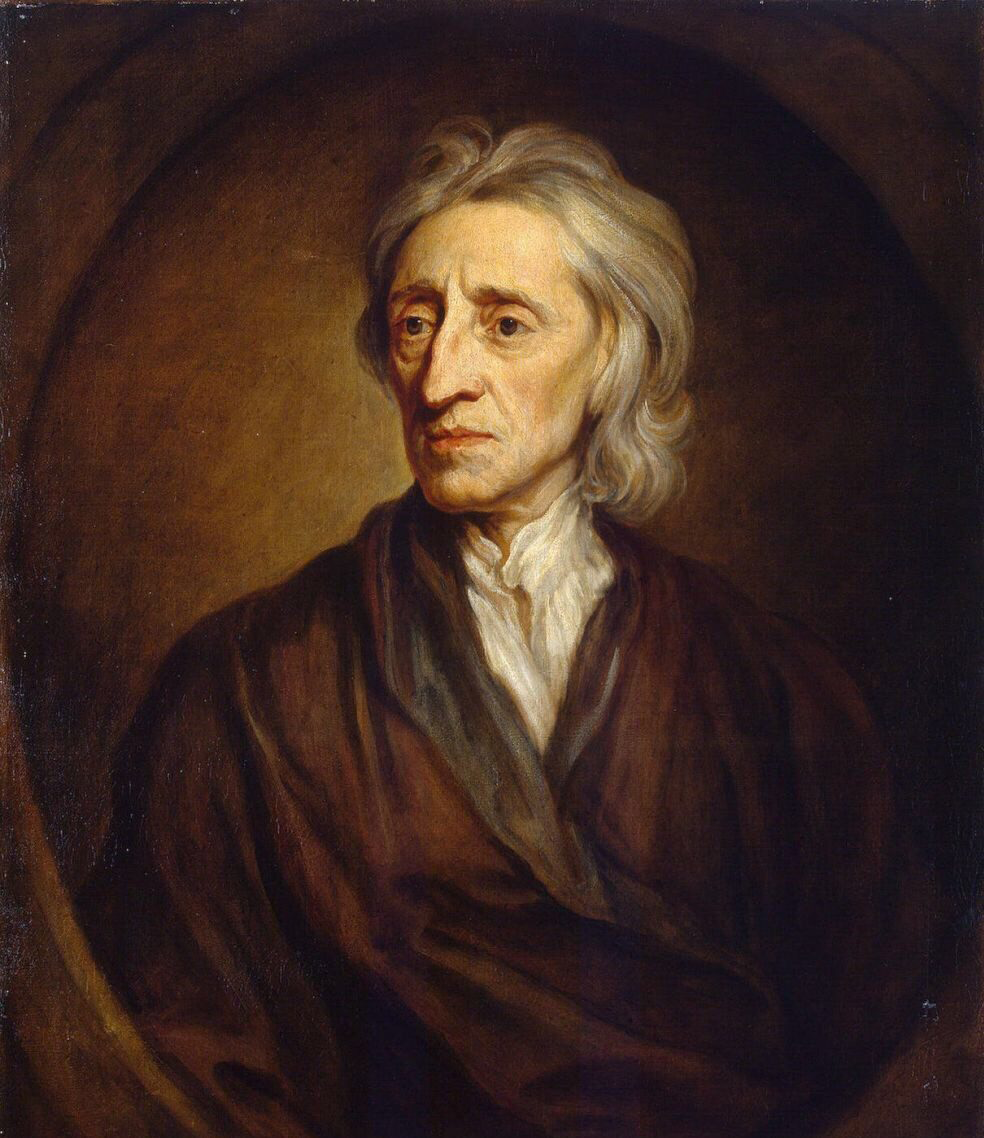
John Locke, con su obra Dos tratados sobre el gobierno civil, establece los principios que posteriormente servirán para identificar el capitalismo como sistema productivo y el liberalismo como sistema de pensamiento que lo respalda.

El capitalismo, o más concretamente los sistemas económicos capitalistas, se caracterizan por la presencia de unos ciertos elementos de tipo socioeconómico, pues si un número importante de ellos está ausente el sistema no puede ser considerado como propiamente capitalista. Entre los factores que acaban haciendo que un sistema sea considerado capitalista están:
- El tipo de propiedad de los medios de producción y el tipo de acceso a los factores de producción.
- La presencia de dinero, capital y acumulación capitalista.
- La presencia de mercados de capital y transacciones financieras societarias relacionadas así como el papel asignado a los mismos.
- La existencia de salarios monetarios y una estructura de clases ligada a las diferentes funciones dentro de la actividad económica.
- Factores macroeconómicos varios.

La Internet Encyclopedia of Philosophy define el capitalismo como un sistema económico que tiene las siguientes características:
1. El tipo de propiedad de los medios de producción son en su mayor parte privada;
2. Las personas son legalmente poseedores de su fuerza de trabajo, y libres de venderla (o retenerla) a otros;
3. La producción está generalmente orientada más hacia la obtención de beneficio que para satisfacer las necesidades humanas;
4. Los mercados desempeñan un papel importante en la asignación de insumos a la producción de productos básicos y en la determinación de la cantidad y la dirección de la inversión.

En términos más descriptivos, los sistemas capitalistas son sistemas socioeconómicos donde los activos de capital están básicamente en manos privadas y son controlados por agentes o personas privadas. El trabajo es proporcionado mediante el ofrecimiento de salarios monetarios y la aceptación libre por parte de los empleados. La actividad económica frecuentemente está organizada para obtener un beneficio neto que permita a las personas propietarias que controlan los medios de producción incrementar su capital. Los bienes y servicios producidos son además distribuidos mediante mecanismos de mercado. Si bien todos los sistemas capitalistas existentes presentan un mayor o menor grado de intervención estatal y se alejan por diversas razones del modelo de mercado idealmente competitivo, razón por la cual se definen conceptos como la competitividad o el índice de libertad económica, para caracterizar hasta qué punto difieren unos sistemas capitalistas de otros.

### Capital, trabajo y régimen de propiedad
En los sistemas capitalistas la titularidad de la mayor parte de medios de producción es privada, entendiéndose por esto su construcción sobre un régimen de bienes de capital industrial y de tenencia y uso de la tierra basado en la propiedad privada. Los medios de producción operan principalmente en función del beneficio y en la de los intereses directivos. Se acepta que en un sistema capitalista, la mayor parte de las decisiones de inversión de capital están determinadas por las expectativas de beneficio, por lo que la rentabilidad del capital invertido tiene un papel muy destacado en la vida económica. Junto con el capital, el trabajo se refiere al otro gran conjunto de elementos de producción (algunos autores añaden un factor tradicionalmente llamado «tierra» que en términos generales puede representar cualquier tipo de «recurso natural»). El papel decisivo del trabajo, junto el capital, hacen que uno de los aspectos importantes del capitalismo sea la competencia en el llamado mercado de trabajo asalariado.
Sobre la propiedad privada, los sistemas capitalistas tienden a que los recursos invertidos por los prestadores de capital para la producción económica, estén en manos de las empresas y personas particulares (accionistas). De esta forma a los particulares se les facilita el uso, empleo y control de los recursos que se utilizan la producción de bienes y servicios. En los sistemas capitalistas se busca que no existan demasiadas restricciones para las empresas sobre cómo usar mejor sus factores de producción (capital, trabajo, recursos disponibles).
Entre las características generales del capitalismo se encuentra la motivación basada en el cálculo costo-beneficio dentro de una economía de intercambio basada en el mercado, el énfasis legislativo en la protección de un tipo específico de apropiación privada (en el caso del capitalismo particularmente lockeano), o el predominio de las herramientas de producción en la determinación de las formas socioeconómicas.

### Contrato libre, ganancias y movilidad social
El capitalismo se considera un sistema económico en el cual el dominio de la propiedad privada sobre los medios de producción desempeña un papel fundamental. Es importante comprender lo que se entiende por propiedad privada en el capitalismo ya que existen múltiples opiniones, a pesar de que este es uno de los principios básicos del capitalismo: otorga influencia económica a quienes detentan la propiedad de los medios de producción (o en este caso el capital), dando lugar a una relación voluntaria de funciones y de mando entre el empleador y el empleado. Esto crea a su vez una sociedad de clases móviles en relación con el éxito o fracaso económico en el mercado de consumo, lo que influye en el resto de la estructura social según la variable de capital acumulada; por tal razón en el capitalismo la pertenencia a una clase social es movible y no estática.
Las relaciones económicas de producción y el origen de la cadena de mando —incluyendo la empresaria por delegación— es establecida desde la titularidad privada y exclusiva de los propietarios de una empresa en función de la participación en su creación en tanto primeros propietarios del capital. La propiedad y el usufructo queda así en manos de quienes adquirieron o crearon el capital volviendo interés su óptima utilización, cuidado y acumulación, con independencia de que la aplicación productiva del capital se genere mediante la compra del trabajo, esto es, el sueldo, realizado por los asalariados de la empresa.
Una de las interpretaciones más difundidas señala que en el capitalismo, como sistema económico, predomina el capital —actividad empresarial, mental— sobre el trabajo —actividad corporal— como elemento de producción y creador de riqueza. El control privado de los bienes de capital sobre otros factores económicos tiene la característica de hacer posible negociar con las propiedades y sus intereses a través de rentas, inversiones, etc. Eso crea el otro distintivo del capitalismo que es el beneficio o ganancia como prioridad en la acción económica en función de la acumulación de capital que por vía de la compra del trabajo puede separarse del trabajo asalariado.

### Libre mercado, empresas, competencia y trabajo
El capitalismo se basa ideológicamente en una economía en la cual el mercado predomina, esto usualmente se da, aunque existen importantes excepciones además de las polémicas sobre qué debe ser denominado libre mercado o libre empresa. En este se llevan a cabo las transacciones económicas entre personas, empresas y organizaciones que ofrecen productos y las que los demandan. El mercado, por medio de las leyes de la oferta y la demanda, regula los precios según los cuales se intercambian las mercancías (bienes y servicios), permite la asignación de recursos y la distribución de la riqueza entre los individuos.
La libertad de empresa propone que todas las empresas sean libres de conseguir recursos económicos y transformarlos en una nueva mercancía o servicio que será ofrecido en el mercado que estas dispongan. A su vez, son libres de escoger el negocio que deseen desarrollar y el momento para entrar o salir de este. La libertad de elección se aplica a las empresas, los trabajadores y los consumidores, pues la empresa puede manejar sus recursos como crea conveniente, los trabajadores pueden realizar un trabajo cualquiera que esté dentro de sus capacidades y los consumidores son libres de escoger lo que desean consumir, buscando que el producto escogido cumpla con sus necesidades y se encuentre dentro de los límites de su ingreso. Esto en un contexto teórico capitalista es denominado cálculo económico.
Competencia se refiere a la existencia de un gran número de empresas o personas que ofrecen y venden un producto (oferentes) en un mercado determinado. En dicho mercado también existe un gran número de personas o empresas (demandantes), las cuales, según sus preferencias y necesidades, compran o demandan esos productos o mercancías. A través de la competencia se establece una «rivalidad» o antagonismo entre productores. Los productores buscan acaparar la mayor cantidad de consumidores/compradores para sí. Para conseguir esto, utilizan estrategias de reducción de precios, mejoramiento de la calidad, etc.
Al hacer referencia a una fuerza de trabajo libre, se entiende a una mano de obra con la libertad de vender su capacidad de trabajo a cambio de un salario a cualquier patrono potencial.

### La empresa por sociedad de capitales
El tipo de empresa actual suele resultar de una asociación. A principios del siglo XIX, las empresas eran generalmente de un individuo que invertía en ellas capitales, fueran estos propios o procedentes de préstamos, y los ponía al servicio de una capacidad técnica, que generalmente él mismo tenía. Sin embargo, el posterior desarrollo o auge del capitalismo demostraron claramente la superioridad de la empresa, que supera los límites de la personalidad individual o de la continuidad familiar. Este sistema permite al mismo tiempo agrupar capacidades que se completan y disociar las aportaciones de capital de las aptitudes puramente técnicas, antes confundidas. Hay que distinguir dos grandes categorías de sociedades:
1. Las de personas, constituidas por un pequeño número de individuos que aportan al fondo social capitales, llamados (partes) o capacidades técnicas (caso del socio industrial opuesto al capitalista), que, como son en realidad fracciones casi materiales de la empresa no pueden ser cedidas sin el acuerdo de los copartícipes.
2. Las de capitales, en las que las partes llamadas (acciones),se consideran como simples pruebas materiales de la aportación de cierto capital por los asociados, en general numerosos y tienen por tanto la posibilidad de transmitirse o negociarse libremente en la bolsa de valores.

### Crecimiento económico
Teóricos y políticos han enfatizado la habilidad del capitalismo para promover el crecimiento económico a partir de la búsqueda del beneficio propio en un libre mercado, tal como se mide por el producto interno bruto (PIB), utilización de la capacidad instalada o calidad de vida. Sin embargo, debe notarse el análisis de la tasa de crecimiento ha revelado que el progreso técnico y causas no asignables a la intensividad del capital o la asignación de trabajo, parecen ser responsables de gran parte de la productividad (ver productividad total de los factores). Igualmente los sistemas de economía planificada lograron entre 1945-1970 tasas muy superiores a la mayor parte de países capitalistas.[cita requerida] Aun dejando a un lado el peso de los diferentes factores en el crecimiento económico, la posible benéfica influencia de la organización capitalista de la producción ha sido históricamente el argumento central, por ejemplo, en la propuesta de Adam Smith de dejar que el libre mercado controle los niveles de producción y de precio, y distribuya los recursos.
Diversos autores han sostenido que el rápido y consistente crecimiento de los indicadores económicos mundiales desde la revolución industrial se debe al surgimiento del capitalismo moderno. Aun cuando parece que parte del crecimiento recogida dentro de la productividad total de los factores no necesariamente está ligada al modo de organización capitalista, sino podría deberse simplemente a factores técnicos cuyo desarrollo obedece a causas más complicadas. Los defensores de que la organización capitalista es el factor principal en el crecimiento argumentan que incrementar el PIB (per cápita) ha demostrado empíricamente una mejora en la calidad de vida de las personas, tal como mejor disponibilidad de alimentos, vivienda, vestimenta, atención médica, reducción de horas de trabajo, y libertad de trabajo para niños y ancianos.
Sí parece ampliamente demostrado, que la especialización tanto en la agricultura como en otras áreas, produce un aumento de la producción existente, y la actividad comercial de materias primas aumenta. La consecuencia de este hecho, es el incremento de la circulación de capital, que fue un estímulo a la banca, y por tanto de la riqueza de la sociedad, aumentando el ahorro y con ello la inversión. Este fue fundamentalmente el origen de la banca actual, la cual tenía dos funciones: prestar el dinero que custodiaban a cambio de un interés y la emisión de "promesas de pago al contado al portador" que circulaban como dinero.
Argumentos favorables al capitalismo también afirman que una economía capitalista brinda más oportunidades a los individuos de incrementar sus ingresos a través de nuevas profesiones o negocios que otras formas de economía. Según esta manera de pensar, este potencial es mucho mayor que en las sociedades feudales o tribales o en las sociedades socialistas.[cita requerida] Igualmente, diversos trabajos modernos han enfatizado las dificultades de los sistemas capitalistas no sometidos a regulación, los efectos de la información asimétrica, y la ocurrencia de crisis económicas cíclicas.

### Organizaciones por interés individual
De acuerdo con los argumentos de los defensores del capitalismo, cada uno de los actores del mercado actuaría según su propio interés; por ejemplo, el empleador, quien posee recursos productivos y capital, buscaría maximizar el beneficio económico por medio de la acumulación y producción de mercancías. Por otra parte, los empleados, quienes estarían vendiendo su trabajo a su empleador a cambio de un salario; y, por último, los consumidores, que estarían buscando obtener la mayor satisfacción o utilidad adquiriendo lo que desean o necesitan en función a la calidad del producto y de su precio.
De acuerdo con numerosos economistas, el capitalismo podría organizarse a sí mismo como un sistema complejo sin necesidad de un mecanismo de planeamiento o guía externa. A este fenómeno se lo llama laissez faire. Otros economistas modernos han señalado la conveniencia de las regulaciones, especialmente si se tienen en cuenta que las economías están insertas en sistemas sociopolíticos y medioambientales que también es necesario preservar. A este respecto el propio presidente Franklin D. Roosevelt, en un mensaje al Congreso del 29 de abril de 1938 llegó a afirmar:

La libertad de una democracia no está a salvo si la gente tolera el crecimiento del poder en manos privadas hasta el punto de que se convierte en algo más fuerte que el propio estado democrático.

En cualquier caso es innegable, que para unos y otros el proceso de búsqueda de beneficios tiene un rol importante (ya se prefiera una economía con cierta regulación o una totalmente desregulada). Se admite que a partir de las transacciones entre compradores y vendedores emerge un sistema de precios, y los precios frecuentemente surgen como una señal de cuáles son las urgencias y necesidades insatisfechas de las personas, si bien algunos autores señalan que pueden existir fallos de mercado bajo circunstancias específicas. La promesa de beneficios les da a los emprendedores el incentivo para usar su conocimiento y recursos para satisfacer esas necesidades. De tal manera, las actividades de millones de personas, cada una buscando su propio interés, se coordinan y complementan entre sí.

### Liberalismo y papel del Estado
La doctrina política que históricamente ha encabezado la defensa e implantación de este sistema económico y político ha sido el liberalismo económico y clásico del cual se considera sus padres fundadores a John Locke, Juan de Mariana y Adam Smith. El pensamiento liberal clásico sostiene en economía que la intervención del gobierno debe reducirse a su mínima expresión. Solo debe encargarse del ordenamiento jurídico que garantice el respeto de la propiedad privada, la defensa de las llamadas libertades negativas: los derechos civiles y políticos, el control de la seguridad interna y externa (justicia y protección), y finalmente la implantación de políticas para garantizar el libre funcionamiento de los mercados, ya que la presencia del Estado en la economía perturbaría su funcionamiento. Sus representantes contemporáneos más prominentes son Ludwig von Mises y Friedrich Hayek por parte de la llamada Escuela austríaca de economía; George Stigler y Milton Friedman por parte de la llamada Escuela de Chicago, existiendo profundas diferencias entre ambas.
Existen otras tendencias dentro del pensamiento económico que asignan al Estado funciones diferentes. Por ejemplo los que se adscriben a lo sostenido por John Maynard Keynes, según el cual el Estado puede intervenir para incrementar la demanda efectiva en época de crisis. También se puede mencionar a los politólogos que dan al Estado y a otras instituciones un papel importante en controlar las deficiencias del mercado (una línea de pensamiento en este sentido es el neoinstitucionalismo).
El economista de la Escuela Kennedy de Harvard, Dani Rodrik, distingue entre tres variantes históricas del capitalismo:
1. El capitalismo 1.0 durante el siglo XIX implicó mercados en gran parte no regulados con un papel mínimo para el Estado (además de la defensa nacional y la protección de los derechos de propiedad).
2. El capitalismo 2.0 durante los años posteriores a la Segunda Guerra Mundial implicó el keynesianismo, un papel sustancial para el Estado en la regulación de los mercados y fuertes Estados de bienestar.
3. El capitalismo 2.1 implica una combinación de mercados no regulados, globalización y diversas obligaciones nacionales de los Estados.

## Relación con la democracia
La relación entre democracia y capitalismo es un área polémica en la teoría y en los movimientos políticos populares. La extensión del sufragio masculino adulto en Gran Bretaña en el siglo XIX ocurrió junto con el desarrollo del capitalismo industrial y la democracia representativa se generalizó al mismo tiempo que el capitalismo, lo que llevó a los capitalistas a postular una relación causal o mutua entre ellos. Sin embargo, según algunos autores del siglo XX, el capitalismo también acompañó a una variedad de formaciones políticas bastante distintas de las democracias liberales, incluidos los regímenes fascistas, las monarquías absolutas y los estados de partido único. La teoría de la paz democrática afirma que las democracias rara vez luchan contra otras democracias. Los críticos moderados argumentan que aunque el crecimiento económico bajo el capitalismo ha llevado a la democracia en el pasado, es posible que no lo haga en el futuro, ya que los regímenes autoritarios han sido capaces de gestionar el crecimiento económico utilizando algunos de los principios competitivos del capitalismo sin hacer concesiones. a una mayor libertad política. Los politólogos Torben Iversen y David Soskice consideran que la democracia y el capitalismo se apoyan mutuamente.
En su libro The Road to Serfdom (1944), Friedrich Hayek (1899-1992) afirmó que la comprensión del libre mercado de la libertad económica como presente en el capitalismo es un requisito de la libertad política. El mecanismo es la única forma de decidir qué producir y cómo distribuir los artículos sin utilizar la coacción. Milton Friedman, Andrew Brennan y Ronald Reagan también promovieron este punto de vista. Friedman afirmó que las operaciones económicas centralizadas siempre van acompañadas de represión política. En su opinión, las transacciones en una economía de mercado son voluntarias y la amplia diversidad que permite la actividad voluntaria es una amenaza fundamental para los líderes políticos represivos y disminuye en gran medida su poder de coacción. Algunas de las opiniones de Friedman fueron compartidas por John Maynard Keynes, quien creía que el capitalismo era vital para que la libertad sobreviviera y prosperara. Freedom House, un grupo de expertos estadounidenses que realiza investigaciones internacionales y defiende la democracia, la libertad política y los derechos humanos, ha argumentado que "existe una correlación alta y estadísticamente significativa entre el nivel de libertad política medido por Freedom House y libertad económica medida por la encuesta del Wall Street Journal / Heritage Foundation ".
Milton Friedman, uno de los mayores partidarios de la idea de que el capitalismo promueve la libertad política, argumentó que el capitalismo competitivo permite que el poder económico y político estén separados, asegurando que no chocan entre sí. Los críticos moderados han desafiado esto recientemente, afirmando que la influencia actual que los grupos de presión han tenido en las políticas en los Estados Unidos es una contradicción. Esto ha llevado a la gente a cuestionar la idea de que el capitalismo competitivo promueve la libertad política. El sistema legal de EE. UU. permite a las corporaciones gastar cantidades de dinero no divulgadas y no reguladas en campañas políticas, cambiando los resultados a favor de intereses especiales y socavando la verdadera democracia. Como se explica en los escritos de Robin Hahnel, la pieza central de la defensa ideológica del sistema de libre mercado es el concepto de libertad económica y que los partidarios equiparan la democracia económica con la libertad económica y afirman que solo el sistema de libre mercado puede proporcionar libertad económica. Según Hahnel, hay algunas objeciones a la premisa de que el capitalismo ofrece libertad a través de la libertad económica. Estas objeciones están guiadas por preguntas críticas sobre quién o qué decide qué libertades están más protegidas. A menudo, la cuestión de la desigualdad se plantea cuando se habla de como el capitalismo promueve la democracia. Un argumento que podría sostenerse es que el crecimiento económico puede conducir a la desigualdad dado que el capital puede ser adquirido a diferentes ritmos por diferentes personas. En El capital en el siglo XXI (2013), Thomas Piketty de la Escuela de Economía de París afirmó que la desigualdad es la consecuencia inevitable del crecimiento económico en una economía capitalista y que la concentración de riqueza resultante puede desestabilizar las sociedades democráticas y socavar los ideales de justicia social sobre los que se basan.
Los estados con sistemas económicos capitalistas han prosperado bajo regímenes políticos considerados autoritarios u opresivos. Singapur tiene una economía de mercado abierta exitosa como resultado de su clima competitivo y favorable a las empresas y de un sólido estado de derecho. Sin embargo, a menudo es criticado por su estilo de gobierno que, aunque democrático y consistentemente uno de los menos corruptos, [83] opera en gran parte bajo un gobierno de partido único. Además, no defiende enérgicamente la libertad de expresión como lo demuestra su prensa regulada por el gobierno, y su inclinación por defender las leyes que protegen la armonía étnica y religiosa, la dignidad judicial y la reputación personal. El sector privado (capitalista) en la República Popular China ha crecido exponencialmente y ha prosperado desde sus inicios, a pesar de tener un gobierno autoritario. El gobierno de Augusto Pinochet en Chile condujo al crecimiento económico y altos niveles de desigualdad mediante el uso de medios autoritarios para crear un entorno seguro para la inversión y el capitalismo. De manera similar, el reinado autoritario de Suharto y la extirpación del Partido Comunista de Indonesia permitieron la expansión del capitalismo en Indonesia.

## Origen

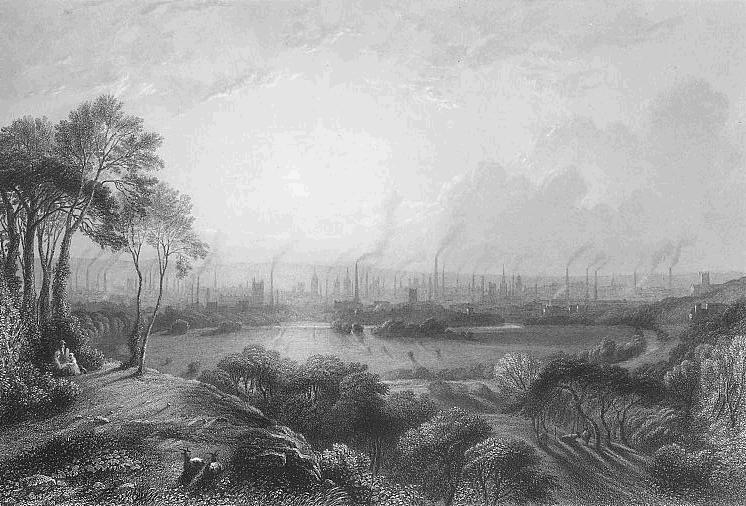
Skyline de la ciudad inglesa de Mánchester en 1857. Durante el en medio de la Revolución industrial esta ciudad desarrolló tal cantidad de industria textil que fue llamada Cottonopolis, y se convirtió en modelo de la prosperidad provocada por el capitalismo de libre empresa para el movimiento social y político denominado Escuela de Mánchester.

Tanto los mercaderes como el comercio existen desde que existe la civilización, pero el capitalismo como sistema económico, en teoría, no apareció hasta el siglo XVII en Inglaterra sustituyendo al feudalismo. Según Adam Smith, los seres humanos siempre han tenido una fuerte tendencia a «realizar trueques, cambios e intercambios de unas cosas por otras». De esta forma al capitalismo, al igual que al dinero y la economía de mercado, se le atribuye un origen espontáneo o natural dentro de la Edad Moderna.
La sustitución del feudalismo tuvo como impulso a poderosas fuerzas del cambio que sirvieron para introducir de forma gradual la estructura de una sociedad de mercado, dentro de las principales fuerzas se encuentran:
- El papel del mercader ambulante en la introducción del comercio, el dinero y el espíritu adquisitivo.
- El proceso de urbanización como una fuente de actividad económica y como punto central de un poder nuevo y orientado al comercio.
- Las cruzadas como una interrupción de la vida feudal y la introducción de nuevas ideas.
- El surgimiento de estados nacionales que apoyaban y facilitaban el comercio.
- El estímulo de la edad de la exploración y del oro.
- El surgimiento de nuevas ideas religiosas que simpatizaban más con la actividad de los negocios que con el catolicismo.
- La monetización de los tributos dentro del sistema feudal.

Todas estas fuerzas del cambio crearon un aspecto económico en la vida de las personas que antes no existía, con estos cambios se empieza a marcar la separación del aspecto social de la vida con el aspecto económico, con este nacimiento del aspecto económico la sociedad empieza a tener fuertes transformaciones, por ejemplo, el siervo ya no está atado a la tierra sino que se convierte en un trabajador libre, el maestro gremial ahora es un empresario independiente, el señor feudal se convierte ahora en un simple arrendatario, estas transformaciones son cruciales para el nacimiento del capitalismo ya que empiezan a introducir las bases de este nuevo sistema económico. El nacimiento de estos trabajadores libres, capitalistas y terratenientes cada uno vendiendo sus servicios en el mercado del trabajo, el capital y la tierra hicieron que nacieran los "factores de producción".
El orden económico resultante de estos acontecimientos fue un sistema en el que predominaba lo comercial o mercantil, es decir, cuyo objetivo principal consistía en intercambiar bienes y no en producirlos. La importancia de la producción no se hizo patente hasta la Revolución industrial que tuvo lugar en el siglo XIX.
El camino hacia el capitalismo a partir del siglo XIII fue allanado gracias a la filosofía del Renacimiento y de la Reforma. Estos movimientos cambiaron de forma drástica la sociedad, facilitando la aparición de los modernos Estados nacionales que proporcionaron las condiciones necesarias para el crecimiento y desarrollo del capitalismo en las naciones europeas. Este crecimiento fue posible gracias a la acumulación del excedente económico que generaba el empresario privado y a la reinversión de este excedente para generar mayor crecimiento, lo cual generó industrialización en las regiones del norte.

## Tipos de sistemas capitalistas
Como se ha indicado anteriormente, existen distintas variantes del capitalismo que se diferencian de acuerdo a la relación entre el mercado, el Estado y la sociedad. Por supuesto, todas comparten características como la producción de bienes y servicios por beneficio, asignación de recursos basada principalmente en el mercado, y estructuración en torno a la acumulación de capital. Es importante destacar que entre los círculos ligados a la Escuela austríaca de economía se conoce como «capitalismo» a su variante más pura, el laissez faire. Otros defensores del capitalismo han adoptado visiones del capitalismo más moderadas y más matizadas con respecto a su implementación práctica.
Algunas de las formas de capitalismo históricamente existentes o propuestas son:
- Mercantilismo y proteccionismo
- Laissez faire y capitalismo desregulado
- Capitalismo corporativo
- Economía social de mercado
- Economía mixta

En gran medida en la mayoría de países modernos predominan formas de capitalismo más cercanas a las dos últimas formas, la economía social de mercado y la economía mixta. El mercantilismo y el proteccionismo parecen casi universalmente abandonados aunque tuvieron su auge durante los siglos XVIII y XIX.

### Mercantilismo
Esta es una forma nacionalista del capitalismo temprano que nació aproximadamente en el siglo XVI. Se caracteriza por el entrelazamiento de intereses comerciales de interés para el Estado y el imperialismo y, consecuentemente, por el uso del aparato estatal para promover las empresas nacionales en el extranjero. Un buen ejemplo lo entrega el caso del monopolio comercial impuesto por España a sus territorios de ultramar en 1504 prohibiéndoles comerciar con otras naciones.
El mercantilismo sostiene que la riqueza de las naciones se incrementa a través de una balanza comercial positiva (en que las exportaciones superan a las importaciones). Corresponde a la fase de desarrollo capitalista llamada Acumulación originaria de capital.

### Capitalismo de libre mercado
El capitalismo laissez faire se caracteriza por contratos voluntarios en ausencia de intervención de terceros (como pudiere ser el Estado). Los precios de los bienes y servicios son establecidos por la oferta y la demanda, llegando naturalmente a un punto de equilibrio. Implica la existencia de mercados altamente competitivos y la propiedad privada de los medios de producción. El rol del Estado se limita a la producción de seguridad y al resguardo de los derechos de propiedad.

### Economía social de mercado
En este sistema la intervención del Estado en la economía es mínima, pero entrega servicios importantes en cuanto a la seguridad social, prestaciones de desempleo y reconocimiento de derechos laborales a través de acuerdos nacionales de negociación colectiva. Este modelo es prominente en los países de Europa occidental y del norte, aunque variando sus configuraciones. La gran mayoría de las empresas son de propiedad privada.

### Capitalismo corporativo
Caracterizado por la dominación de corporaciones jerárquicas y burocráticas. El término «capitalismo monopolista de Estado» fue originalmente un concepto marxista para referirse a una forma de capitalismo en que la política de estado es utilizada para beneficiar y promover los intereses de corporaciones dominantes mediante la imposición de barreras competitivas y la entrega de subsidios.

### Economía mixta
Una economía mixta está basada en gran medida en el mercado, y consiste en la convivencia de la propiedad privada y la propiedad pública de los medios de producción, y en el intervencionismo a través de políticas macroeconómicas destinadas a corregir los posibles fallos de mercado, reducir el desempleo y mantener bajos los niveles de inflación. Los niveles de intervención varían entre los diferentes países, y la mayoría de las economías capitalistas son mixtas hasta cierto punto.
En términos políticos informales se considera que los sistemas capitalistas son opuestos a los sistemas de inspiración socialista. Presuntamente los sistemas socialistas difieren de los sistemas capitalistas en varias maneras: propiedad pública de los medios de producción, los recursos monetarios obtenidos mediante la producción pueden ser utilizados con fines sociales no relacionados con la inversión o la obtención de beneficios. En muchos sistemas históricos de inspiración socialista muchas decisiones importantes de producción fueron directamente planificadas por el estado lo cual dio lugar a sistemas de economía planificada.
Tampoco pueden considerarse sistemas capitalistas muchos sistemas socioeconómicos de la antigüedad y la Edad Media, ya que en ellos tenía un papel destacado la mano de obra forzada (como en el feudalismo) o directamente la mano de obra esclava (presente en la antigüedad, la Edad Moderna e incluso perduró inicialmente en las sociedades capitalistas). Tampoco existía en muchos de esos sistemas movilidad social, al tratarse de sociedades estamentarias; ni la producción estaba orientada o racionalizada a la obtención de beneficio económico o a crear sistemas de acumulación capitalista, sino que otros objetivos socialmente deseables para una parte de la sociedad podían tener mayor peso en las decisiones de producción y la actividad económica.

### Capitalismo de riesgo
Comprendido también como sociedad de riesgo, ha sido un vocablo introducido por el sociólogo alemán Ulrich Beck quien comprendía que luego de Chernobyl la sociedad entró en una nueva fase de producción. El riesgo era la base angular de la sociedad que hacía a todas las clases iguales. Este proceso de desjerarquización ha llevado a un fenómeno conocido como proceso de reflexibilidad. En el capitalismo descrito por Beck, los sistemas de producción son descentralizados, en parte como resultado del proceso de reflexibilidad que da origen a formas donde el lego tiene acceso a información que en épocas anteriores eran exclusivas de los expertos. No obstante, la introducción de la tecnología para detectar y reducir ciertos riesgos, engendraba otros no tenidos en cuenta o planificados por los expertos. Anthony Giddens explora el capitalismo del riesgo como una consecuencia del empalme entre la globalización y el mercantilismo. Por su parte, Richard Sennett sugiere que la discursividad del riesgo es útil para que los grupos privilegiados no asuman los riesgos de sus decisiones. El ciudadano moderno debe gestionarse su propia seguridad como signo de estatus, que le permite ingresar al mundo de los buenos ciudadanos. Quienes así no pueden gestionarlo, son tildados de «incapaces» o «personas vulnerables». Ser vulnerable implica no tener autonomía respecto de otros que si pueden autoprotegerse. Este cambio en las políticas de protección se asocia a una tendencia económica que pondera y valoriza a quienes no se apegan a una empresa por muchos años. Los expertos en organizaciones o sociología laboral sugieren que las personas deben cambiar de trabajo en forma periódica debido a que ello sugiere una adaptación sana a lo diferente. Más allá de este discurso subyace una lógica de explotación que intenta romper con los lazos sociales y con el apego tradicional de un sujeto a una organización. Por ese motivo, no es extraño observar que dentro del culto al cambio prime una atmósfera de precarización laboral. Ante el mismo problema Zygmunt Bauman acuña el término «sociedad líquida» para expresar la dinámica del capitalismo moderno. En la sociedad sólida las economías y los lazos institucionales estaban orientados a largo plazo, en forma de una producción de escala. Pero la modernidad ha cambiado a formas más descentralizadas, móviles y menos estables en los canales productivos. Eso ha dado como resultado una sociedad donde los lazos sociales son adaptables al momento y a los intereses individuales de las personas. En la sociedad líquida la seguridad es empleada como una forma discursiva que denota exclusividad y estatus social. Los medios tecnológicos vigentes son usados por los grupos privilegiados no solo para protegerse de ciertos grupos marginales, sino para demostrar ejemplaridad.

### Capitalismo mortuorio
George H. Mead afirmaba que existía una fascinación por las malas noticias, los periódicos y los accidentes porque de esa forma el "yo" exorciza a la muerte. Se siente una sana alegría ante la tragedia de los demás debido a que se ha evitado ser afectado por el evento. En este sentido, Joy Sather-Wagstaff sugiere que los desastres provocados por el hombre o naturales generan un gran trauma para la sociedad, el cual debe ser regulado por medio de la solidaridad entre las víctimas y los supervivientes. En ciertas ocasiones, el poder político intenta manipular el discurso con el fin de ganar legitimidad frente a los miembros de la comunidad. Se da, entonces, una patrimonialización del dolor que distorsiona las razones reales del desastre. Rememorar la muerte es el primer hecho político que da origen a la cultura. Estas mismas observaciones fueron validadas por la profesora Rodanthi Tzanelli de la Universidad de Leeds, quien sostiene que el cine ha hecho de la muerte una principal mercancía (en inglés: commodity) para ser comercializado por los diferentes agentes del capitalismo al punto de imponer mensajes discursivos hegemónicos. En diversas prácticas como la visita a lugares de extrema pobreza, o a santuarios donde abunda la muerte masiva, estos dispositivos apelan al sufrimiento humano para dotar al consumidor de una realidad apocalíptica. La función de retratar la miseria ajena radica en el reforzamiento de la propia posición de clase ejercida por la élite capitalista. Phillipe Aries por su parte sostiene que el hombre moderno ha perdido la familiaridad con la muerte y a diferencia de sus predecesores ha hecho de ella algo incontrolable, cuyos efectos adquieren una naturaleza desestabilizadora. Por último, la muerte funcionaría según Geoffrey Skoll como un importante discurso para mantener a la masa trabajadora bajo control. Zygmunt Bauman sostiene que el estado de hiper-vigilancia que se ha fundamentado en el uso de tecnologías cumple una doble función. Por un lado protege a los ciudadanos deseables de los indeseables, pero también sirve como criterio de exclusión donde solo unos pocos se aíslan del resto de la sociedad. La exclusividad confiere estatus a ciertos grupos y la vigilancia es el instrumento por medio del cual ese estatus se hace visible a otros quienes no poseen los recursos necesarios para protegerse.

## Críticas al capitalismo

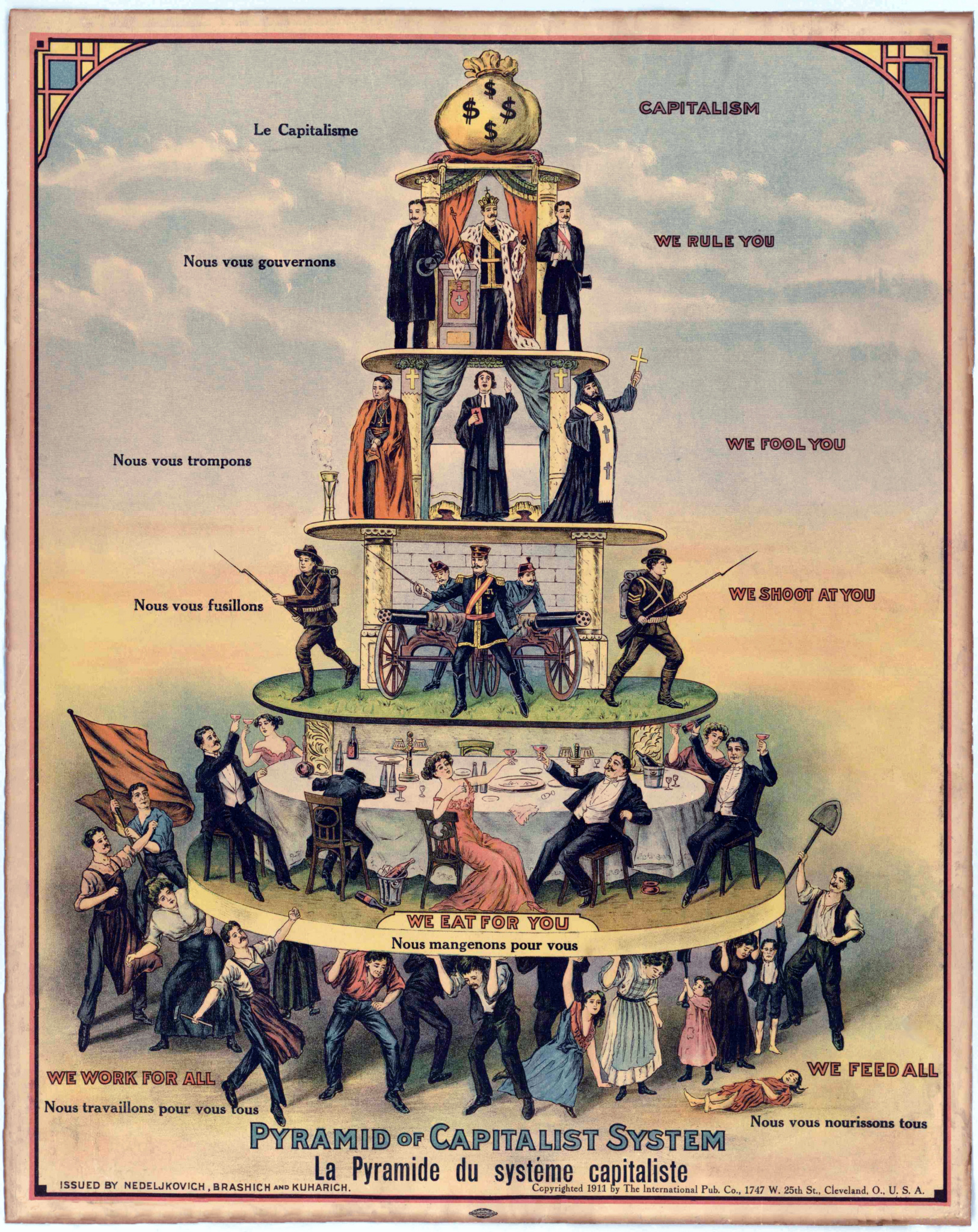
Pyramid of Capitalist System, póster del sindicato Industrial Workers of the World. Critica el capitalismo representándolo como una estructura jerárquica de clases sociales.

Parte de la crítica al capitalismo es la opinión de que es un sistema caracterizado por la explotación de la fuerza de trabajo humano al constituir el trabajo como una mercancía más. Esta condición sería su principal contradicción: medios de producción privados con fuerza de trabajo colectiva, de este modo, mientras en el capitalismo se produce de forma colectiva, el disfrute de las riquezas generadas es privado, ya que el sector privado "compra" el trabajo de los obreros con el salario. La alternativa histórica al capitalismo con mayor acogida ha estado representada por el socialismo.[cita requerida]

### Marxismo
Para el materialismo histórico (el marco teórico del marxismo), el capitalismo es un modo de producción. Los marxistas creen que las desigualdades sociales se deben a una continua lucha social, la "lucha de clases" que tendría una inevitable evolución en el comunismo, en este sistema se plantea una mejora en las relaciones socioeconómicas que mejoraría las condiciones laborales de los trabajadores y evitaría la injusticia social que ellos creen que tiene lugar en el capitalismo.
Esta construcción intelectual es originaria del pensamiento de Karl Marx (Manifiesto Comunista, 1848, El Capital, 1867) y deriva de la síntesis y crítica de tres elementos: la economía clásica inglesa (Adam Smith, David Ricardo y Thomas Malthus), la filosofía idealista alemana (fundamentante la dialéctica hegeliana) y el movimiento obrero de la primera mitad del siglo XIX (representado por autores que Marx calificaba de socialistas utópicos).

#### Capitalismo e imperialismo
Los críticos del capitalismo lo responsabilizan de generar numerosas desigualdades económicas. Tales desigualdades eran muy acusadas durante el siglo XIX, sin embargo, a lo largo de la industrialización (principalmente en el siglo XX) se experimentaron notables mejorías materiales y humanas. Los críticos del capitalismo (John A. Hobson, Imperialism, a study, Lenin, El imperialismo, fase superior del capitalismo) señalaron desde finales del siglo XIX que tales avances se obtuvieron por un lado a costa del colonialismo, que permitió el desarrollo económico de las metrópolis, y por otro lado gracias al estado del bienestar, que suavizó los efectos negativos del capitalismo e impulsó toda una serie de políticas cuasisocialista.
Otras críticas al capitalismo que se enlazan a décadas anteriores con el mismo matiz antiimperialista (a partir del pensamiento centro-periferia) provienen de los movimientos antiglobalización, que denuncian al modelo económico capitalista y las empresas transnacionales como el responsable de las desigualdades entre el Primer Mundo y el Tercer Mundo, teniendo el tercer mundo una economía dependiente del primero.

#### El mercado como institución no natural
Desde una perspectiva no estrictamente marxista, Karl Polanyi (La gran transformación, 1944) insiste en que lo crucial en la transformación capitalista de economía, sociedad y naturaleza fue la conversión en mercancía de todos los factores de producción (tierra, o naturaleza y trabajo, o seres humanos) en beneficio del capital.

#### Capitalismo como religión
Capitalismo como religión es un escrito póstumo de 1921 del filósofo alemán Walter Benjamin que contiene una crítica profunda al capitalismo. El texto indaga en la naturaleza religiosa del capitalismo como una dogmática inhumana: la identificación del pecado y la culpa religiosa y la deuda impuesta por el capitalismo (el término alemán utilizado en el escrito Schuld significa a la vez deuda y culpa). Para Michael Löwy el escrito es una lectura anticapitalista de Max Weber. En este sentido, se ha afirmado con relación al vínculo entre capitalismo y religión:

Con relación a la percepción religiosa de la riqueza, podría decirse que el dilema del capital —su pecado capital cabría decir— y el origen de la hostilidad que en ocasiones genera, podría explicarse por su desapego crónico hacia la auténtica riqueza: toda aquella que no consista en dinero. Algo que ha quedado sintetizado en el conocido adagio atribuido al emperador Vespasiano: «pecunia non olet». Frente a este planteamiento, resulta comprensible que haya quien entienda que la acumulación de riquezas nada tiene que ver con la moral (aunque, en realidad, esta tenga que ver con todo), sin embargo, no cabe duda de que un rasgo del capitalismo es el de desatender el origen y destino del capital, sirviendo lo mismo para financiar un hospital para refugiados que para financiar la guerra que los ha convertido en tales.

### Ecologismo
La crítica ecologista argumenta que un sistema basado en el crecimiento y la acumulación constante es insostenible, y que acabaría por agotar los recursos naturales del planeta, muchos de los cuales no son renovables; más aún si el consumo de estos recursos es desigual entre los países y en sus respectivas clases económicas. Hasta hace algunas décadas, se pensaba que los recursos naturales eran virtualmente inagotables y que la contaminación, pérdida de la biodiversidad y de paisajes eran costes asumibles del progreso.
Actualmente existen dos tendencias principales relacionadas con la crítica ecologista: aquella que defiende un desarrollo sostenible de la economía (que consistiría en adaptar el actual modelo al nuevo problema medioambiental) y otra que defiende un decrecimiento de la economía (que apunta directamente a nuevos sistemas de organización económica).
Como contraparte al ecologismo colectivista, surge el ecologismo de mercado con base en la libertad individual. Este ecologismo plantea la protección de los ecosistemas desde el punto de vista del capitalismo libertario. Los libertarios dicen que una clara definición de la propiedad privada en todos los recursos escasos da como resultado que cada recurso escaso sea usado más eficientemente, y por lo tanto, sea regulado por el mercado; de igual manera, el propietario siempre estaría interesado en que su tierra y animales estén sanos, y usan el ejemplo de la privatización de los elefantes en Kenia y la recuperación de la población de estos para demostrar que una economía de mercado con propiedad privada siempre tiene interés en preservar un ecosistema sano. Desde el punto de vista de los libertarios, cuando no hay derechos de propiedad definidos ocurre la denominada tragedia de los comunes, donde el recurso es usado por todos de manera irresponsable y este se agota.